# رالف كارني
رالف كارني (بالإنجليزية: Ralph Carney)‏ هو ملحن ومغني أمريكي، ولد في 23 يناير 1956 في آكرون في الولايات المتحدة، وتوفي في 16 ديسمبر 2017 في بورتلاند في الولايات المتحدة.

## وصلات خارجية
- رالف كارني على موقع IMDb (الإنجليزية)
- رالف كارني على موقع روتن توميتوز (الإنجليزية)
- رالف كارني على موقع ميوزك برينز (الإنجليزية)
- رالف كارني على موقع أول ميوزيك (الإنجليزية)
- رالف كارني على موقع ديسكوغز (الإنجليزية)